# Velenik
Velenik este o arie protejată (arie specială de conservare — SAC, sit de importanță comunitară — SCI) din Slovenia întinsă pe o suprafață de 272,57 ha, integral pe uscat.

## Localizare
Centrul sitului Velenik este situat la coordonatele 46°24′12″N 15°37′21″E / 46.4034°N 15.6224°E.

## Înființare
Situl Velenik a fost declarat sit de importanță comunitară în aprilie 2004 pentru a proteja un număr necunoscut de specii din flora spontană și fauna sălbatică aflate în arealul zonei. Situl a fost protejat și ca arie specială de conservare în februarie 2012.

## Biodiversitate
Situată în ecoregiunea continentală, aria protejată conține 1 habitat natural: Păduri ilirice de stejar și carpen (Erythronio-Carpinion).
La baza desemnării sitului se află un număr nedeclarat de specii protejate.